# Monnickendam
Monnickendam er en by med ca. 10.000 indbyggere i den hollandske kommune Waterland i nærheden af Amsterdam. Byen er ligger ved indsøen IJsselmeer og der er ca. 8 km til byen Purmerend

## Historie
Allerede i det 10. århundrede lå der ved enden af et vandløb en landsby, som senere på grund af oversvømmelser forsvandt.
Sandsynligvis opstod byen Monnickendam før det 13. århundrede ved at en lille sø blev inddiget. Byen fik i 1355 sine by-rettigheder og den er opkaldt efter munke som grundlagde et kloster i byen. Meget hurtigt udviklede byen sig til en vigtig fiskerihavn ved den tidligere indsø Zuiderzee. På trods af byens bymure blev den flere gange belejret og indtaget. I begyndelsen af det 15. århundrede skete der under en belejring et blodbad, så der endnu i dag findes en gade i byen med navnet 'Kermersgracht („Kermergraven“). I det 16. og 17. århundrede havde byen også en betydende handel med Østersølandene. Inddæmningen af indsøen Zuiderzee betød at fiskeriet ophørte.
At der også var miljøproblemer allerede i det 17. og 18. århundrede, vidner navnet på kanalafsnittet nordvest for Monnickendam: Stinke Vuil („stinkende skidt“). I området Graft-De Rijp var dengang en del af dets indbyggere beskæftiget med hvalfangst. Trannet blev efter at hvalfangerskibene kom tilbage til Holland bearbejdet, et håndværk, hvorved der opstod en forfærdelig stank. Derved blev de stinkende affaldsprodukter aflæsset på bestemte marker eller i vandet. Kanalafsnittet mellem De Rijp og Zuiderzee ved Monnickendam fik af den grund navnet Stinke Vuil. I nutiden kan vandforureningen fra den gang ikke spores.
I Monnickendam befinder der sig verdens ældste klokkespil.

## Galleri
- Monnickendam i kommunen Waterland
- Skulptur på broen nær bij de Waag
- Kirken de Grote of Sint Nicolaaskerk
- Monnickendams bymidte
- Børnehjemmet
- Havnen
- Udsigt til gaden Noordeinde, med kirken i baggrunden